# Armando Gonzalo Alvarez Reina
Armando Gonzalo Alvarez Reina ist ein mexikanischer Diplomat.

## Werdegang
An der Nationale Autonome Universität von Mexiko erhielt Reina 1986 einen Bachelor in Internationalen Beziehungen. 1984 hatte er am Instituto Matías Romero einen Vorbereitungskurs absolviert, um den diplomatischen Dienst beitreten zu können. 1996 erhielt Reina an der australischen Deakin University zudem einen Master in internationalen Beziehungen, mit der Spezialisierung auf Pazifische Studien. 2003 folgte ein Master zu nationaler Sicherheit am Centro de Estudios Superiores Navales de la Armada de México.
1982 hatte Reina seine Karriere beim Auswärtigen Dienst als Analytiker in der Generaldirektion für kulturelle Angelegenheiten begonnen. Von 1984 bis 1987 gehörte er als Analytiker der Generaldirektion für Lateinamerika und die Karibik an. Am 1. Januar 1988 erfolgte die direkte Aufnahme in den Auswärtigen Dienst. In diesem Jahr arbeitete Reina als Analyst für die Generaldirektion für Grenzen und internationale Flüsse. Von 1988 bis 1989 war er Abteilungschef in der Generaldirektion für Lateinamerika und die Karibik. Von 1989 bis 1993 war Reina für den Bereich Kooperation und Außenpolitik in der mexikanischen Botschaft in Guatemala verantwortlich. 1993 wurde er mexikanischer Konsul in Sydney (Australien). Von 1996 bis 2000 war er Kanzleichef der mexikanischen Botschaft in Südkorea und von 2000 bis 2002 Delegationssekretär für Außenbeziehungen im mexikanischen Bundesstaat Campeche. Dem folgte von 2002 bis 2003 das Amt des Hochkommissars im Marineministerium. Von 2003 bis 2004 war er Direktor für die OAS in der Generaldirektion für Organisation und amerikanische regionale Mechanismen. Danach war Reina von 2004 bis 2007 Kanzleichef in der mexikanischen Botschaft in Costa Rica, bevor er von 2007 bis 2012 Generaldirektor für Asien und den pazifischen Raum wurde.
2012 wurde Reina mexikanischer Botschafter für Costa Rica. Dem folgte 2014 der Botschafterposten in Australien (Akkreditierung in Australien am 27. Februar), mit der erweiterten Zuständigkeit für Papua-Neuguinea, die Salomonen, Fidschi und Vanuatu und 2017 die Ernennung zum mexikanischen Botschafter in Jakarta für Indonesien und Osttimor. Die Akkreditierung für Indonesien übergab Reina am 17. Januar 2018 an.

## Sonstiges
Reina spricht Englisch und Französisch.